# Condado de Wadena
El condado de Wadena (en inglés: Wadena County), fundado en 1858 y con su nombre dado por una antigua oficina postal, es un condado del estado estadounidense de Minnesota. En el año 2000 tenía una población de 13.713 habitantes con una densidad de población de 10 personas por km². La sede del condado es Wadena.

## Geografía
Según la oficina del censo el condado tiene una superficie total de 1406 km² (542,9 mi²), de los que 1386 km² (535,1 mi²) son tierra y 21 km² (8,1 mi²) (1,47%) son agua. Dispone de numerosos lagos con nombres tales como: Hill, Blueberry, Burgen, Duck, Finn, Granning, Jim Cook, Lovejoy, Lower Twin, Mud, Radabaugh, Rice, Round, Simon Spirit, Stocking, Strike, Thomas Upper, Twin y Yaeger.

### Condados adyacentes
- Condado de Hubbard - norte
- Condado de Cass - este
- Condado de Todd - sur
- Condado de Otter Tail - suroeste
- Condado de Becker - oeste

### Principales carreteras y autopistas
- U.S. Autopista 10
- U.S. Autopista 71
- Carretera estatal 29
- Carretera estatal 87
- Carretera estatal 227

## Demografía
Según el censo del 2000 la renta per cápita media de los habitantes del condado era de 30.651 dólares y el ingreso medio de una familia era de 38.618 dólares. En el año 2000 los hombres tenían unos ingresos anuales 28.424 dólares frente a los 21.027 dólares que percibían las mujeres. El ingreso por habitante era de 15.146 dólares y alrededor de un 14,10% de la población estaba bajo el umbral de pobreza nacional.

## Ciudades y pueblos
- Aldrich
- Menahga
- Nimrod
- Sebeka
- Staples
- Verndale
- Wadena

### Comunidades no incorporadas
- Blue Grass
- Huntersville
- Leaf River
- Shell City